# Ulisses (novel·la)
Ulisses (en anglès, Ulysses) és una novel·la escrita per l'autor irlandès James Joyce, publicada el 1922. Inspirada en L'Odissea d'Homer, es tracta d'una peça clau de la literatura contemporània i d'avantguarda.
Ulisses és la crònica del periple per Dublín del personatge principal, Leopold Bloom, en un dia ordinari, el 16 de juny de 1904. El títol fa referència a Odisseu, l'heroi homèric (seguint el nom llatí). Hi ha força paral·lelismes entre ambdues obres, entre Leopold Bloom i Odisseu, entre Molly Bloom i Penèlope, i entre Stephen Dedalus i Telèmac. Avui dia, els amants de l'obra de Joyce celebren el 16 de juny com el Bloomsday.
Ulisses és una obra gegantina: 250.000 paraules en total amb un vocabulari de 30.000 mots, amb edicions que van de les 644 a les 1.000 pàgines. Es divideix en 18 capítols o episodis (com se'ls sol anomenar en cercles d'entesos). El llibre ha estat objecte d'estudi i anàlisi, a més de controvèrsia. Va començar amb acusacions (i judicis) per obscenitat, però avui dia es considera una obra mestra. En destaquen especialment la innovadora tècnica del corrent de consciència, l'ús experimental dels jocs de paraules, les paròdies, al·lusions, les caracteritzacions matisades i el sentit de l'humor.
El 1999, l'anglocèntrica editorial Modern Library va classificar Ulisses com la millor novel·la del segle xx.

## Antecedents
Joyce va conèixer per primera vegada la figura d'Odisseu/Ulisses, una adaptació de L'Odissea per a nens, que sembla haver establert el nom llatí a la ment de Joyce. A l'escola va escriure un assaig sobre el personatge, titulat El meu heroi preferit. Joyce va dir a Frank Budgen que considerava Ulisses l'únic personatge polivalent de la literatura. Va considerar escriure un altre conte per a Dubliners, que es titularia Ulisses i es basaria en un dublinès jueu anomenat Alfred H. Hunter, un presumpte cornut. La idea va créixer d'una història el 1906, a un llibre curt el 1907, i a la vasta novel·la que va començar el 1914.

## Ubicacions

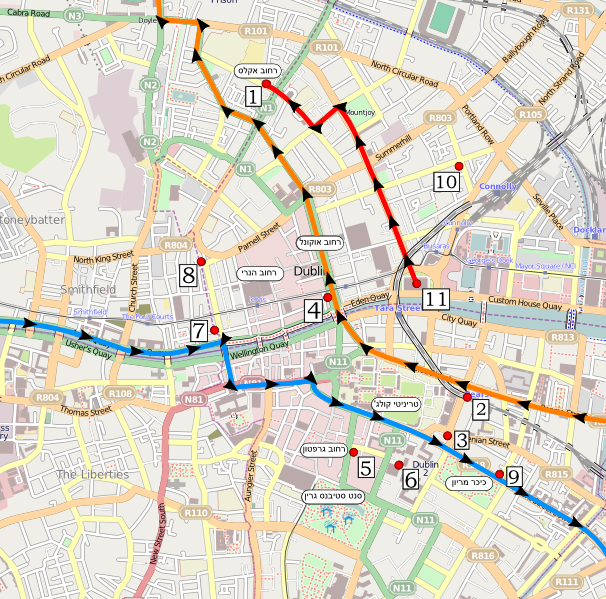
Mapa d'Ulisses de Dublín

L'acció de la novel·la es trasllada d'un costat a l'altre de la badia de Dublín, començant a Sandycove, al sud de la ciutat, i acabant a Howth Head, al nord. La trama dels tres primers capítols, juntament amb el capítol 12, Nausicaa, té lloc a les costes de la badia de Dublín, fora del mapa.
1. La casa de Leopold Bloom al número 7 del carrer Eccles i és l'escenari de l'episodi 4 (Calypso), l'episodi 17 (Ítaca) i l'episodi 18 (Penèlope).[8]
2. L'oficina de correus de Westland Row és l'escenari de l'episodi 5 (Lotus Eaters).
3. La farmàcia Sweny al carrer Lombard, on Bloom compra sabó, i Lincoln Place[9] també són escenaris de l'episodi 5 (Lotus Eaters).
4. El Freeman's Journal, situat al carrer Prince's,[10] a la vora del carrer O'Connell, és l'escenari de l'episodi 7 (Èol).
5. El pub de Davy Byrne serveix com a escenari de l'episodi 8 (Lestrigonians).
6. La Biblioteca Nacional d'Irlanda és l'escenari de l'episodi 9 (Escil·la i Caribdis).
7. L'Hotel Ormond[11] a la vora del Liffey, és l'escenari de l'episodi 11 (Sirenes).
8. El pub de Barney Kiernan serveix com a escenari de l'episodi 12 (Cíclops).
9. La Maternitat de Holles Street és l'escenari de l'episodi 14 (Oxen of the Sun).
10. El bordell de Bella Cohen al número 82 de Tyrone Street Lower és l'escenari de l'episodi 15 (Circe).
11. El refugi d'un cotxer a Butt Bridge és l'escenari de l'episodi 16 (Eumaeus).

La línia taronja del mapa mostra la ruta del passeig en carruatge de Paddy Dignam de l'episodi 6 (Hades). El viatge del virrei a l'episodi 10 (The Wandering Rocks) apareix en blau. La ruta de Bloom i Steven a l'episodi 18 (Penelope) apareix en vermell.

## Estructura

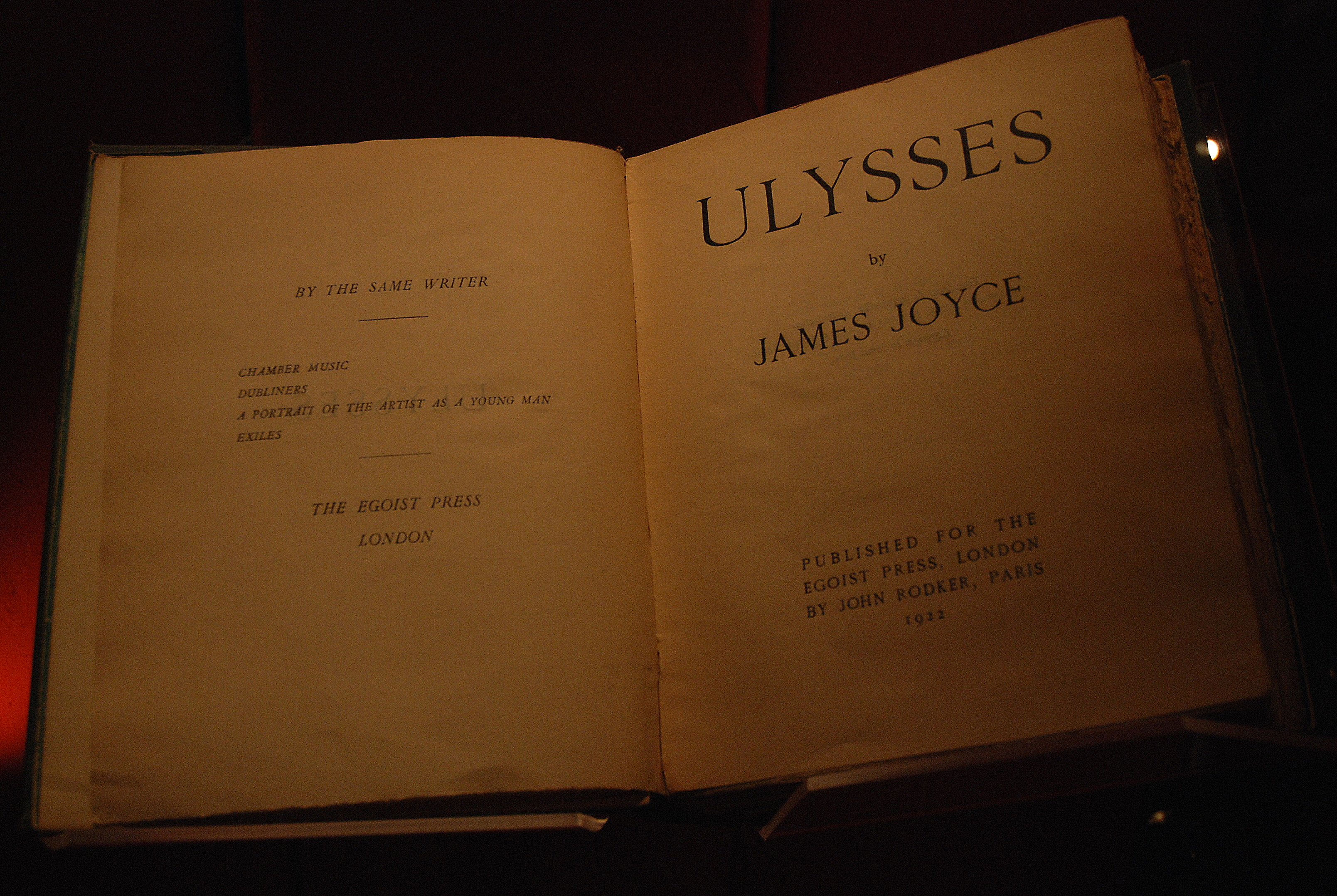
Ulisses, Egoist Press, 1922

Ulisses es divideix en tres llibres (marcats com a I, II i III) i 18 episodis. Els episodis no tenen encapçalaments ni títols de capítol, i només estan numerats a l'edició de Gabler. En les diverses edicions, els descansos entre episodis s'indiquen de maneres diferents; a l'edició de la Modern Library, per exemple, cada episodi comença a la part superior d'una nova pàgina.
Sembla que Joyce va gaudir de l'obscuritat del seu llibre, dient que hi havia «introduït tants enigmes i trencaclosques que mantindrà els professors ocupats durant segles discutint sobre el que volia dir, i aquesta és l'única manera d'assegurar [sic] la immortalitat». El jutge que va decidir que Ulisses no era obscè va admetre que «no és un llibre fàcil de llegir ni d'entendre», i va aconsellar «llegir uns quants altres llibres que ara s'han convertit en els seus satèl·lits». Un d'aquests llibres disponibles en aquell moment va ser el primer llibre d'Herbert Gorman sobre Joyce, que incloïa la seva pròpia breu llista de correspondències entre Ulisses i l’Odissea. Un altre va ser l'estudi d'Ulisses de Stuart Gilbert, que incloïa un esquema de la novel·la que Joyce va crear. Gilbert va ser citat més tard a l'escrit legal preparat per al judici per obscenitat. Joyce ja havia enviat a Carlo Linati un esquema diferent. Els esquemes de Gilbert i Linati van aclarir els vincles amb l’Odissea i també van explicar l'estructura de l'obra.

### Joyce i Homer
Els 18 episodis d’Ulisses «corresponen aproximadament als episodis de l'Odissea d'Homer». A l'epopeia d'Homer, Odisseu, un heroi grec de la Guerra de Troia... va trigar deu anys a trobar el camí de Troia a casa seva a l'illa d’Ítaca. El poema d'Homer inclou tempestes violentes i un naufragi, gegants, monstres, déus i deesses, mentre que la novel·la de Joyce té lloc durant un dia normal a Dublín a principis del segle XX. Leopold Bloom, un col·laborador publicitari jueu, correspon a Odisseu a l'epopeia d'Homer; Stephen Dedalus, el protagonista de l'obra anterior de Joyce, en gran part autobiogràfica, Retrat de l'artista adolescent, correspon al fill d'Odisseu, Telèmac; i l'esposa de Bloom, Molly, correspon a Penèlope, l'esposa d'Odisseu, que va esperar 20 anys que tornés.
L'Odissea està dividida en 24 llibres, que al seu torn es divideixen en 3 parts de 4, 8 i 12 llibres. Tot i que Ulisses té menys episodis, la seva divisió en 3 parts de 3, 12 i 3 episodis està determinada per la divisió tripartida de L'Odissea. Joyce es referia als episodis pels seus títols homèrics a les seves cartes. El text de la novel·la no inclou els títols dels episodis que s'utilitzen a continuació, que provenen dels esquemes de Linati i Gilbert. Els estudiosos de Joyce s'han basat en ambdues per identificar i explicar els paral·lelismes entre Ulisses i L'Odissea. 
Els estudiosos han argumentat que Les Phéniciens et l'Odyssée de Victor Bérard, que Joyce va descobrir a Zuric mentre escrivia Ulisses, va influir en la seva creació dels paral·lelismes homèrics de la novel·la. La teoria de Bérard que l'Odissea tenia arrels semítiques concorda amb la reencarnació d'Odisseu per part de Joyce com el Leopold Bloom jueu.
Ezra Pound considerava les correspondències homèriques com «una bastida, un mitjà de construcció, justificat pel resultat i justificable només per aquest. El resultat és un triomf en la forma, en l'equilibri, un esquema principal amb teixit continu i arabesc». Per a T. S. Eliot, les correspondències homèriques tenien la importància d'un descobriment científic. Va escriure: «En manipular un paral·lel continu entre la contemporaneïtat i l'antiguitat ... El Sr. Joyce està seguint un mètode que altres han de seguir després d'ell». Aquest mètode «és simplement una manera de controlar, d'ordenar, de donar forma i significat a l'immens panorama de futilitat i anarquia que és la història contemporània».
Edmund Wilson va escriure: «Les aventures d'Ulisses... representen l'home corrent en gairebé totes les relacions comunes. Tot i això, no puc evitar sentir que el Sr. Joyce va cometre un error en fer que tot el pla de la seva història depengués de l'estructura de l’Odissea en lloc de les exigències naturals de la situació... El seu gust pel simbolisme està estretament relacionat amb la seva extraordinària facultat poètica per investir incidents particulars amb un significat universal, tanmateix... de vegades sobrepassa els límits de l'art en un enginy àrid que faria que una correspondència mística complís el seu deure per una raó artística. El resultat és que de vegades hom sent com si la brillant successió d'episodis tingués lloc a la perifèria d'una roda que no té eix».
A finals de la dècada del 1930, Joyce va dir a Samuel Beckett: «Potser he sistematitzat massa Ulisses» Cap al 1937, en una conversa amb Vladímir Nabókov, Joyce va menysprear l'ús de la mitologia en la literatura moderna. Nabokov va respondre: «Però vas contractar Homer!». «Un caprici», va dir Joyce. Quan Nabokov va assenyalar la seva col·laboració amb Stuart Gilbert, Joyce va respondre: «Un terrible error... un anunci per al llibre. Ho lamento molt».
L'erudit literari estatunidenc William York Tindall ha escrit: «Joyce considerava el mite d'Homer l'expressió completa de l'home... L'exili, la llar, la humanitat i l'art, les preocupacions de Joyce, van trobar expressió a l'Odissea d'Homer... Però el patró homèric és només un nivell de la narrativa que Joyce va compondre. Un altre nivell és el patró cristià. Bloom no és només Odisseu sinó Jesús-Déu. Aquestes creences tradicionals, però, són menys importants que el nivell principal del mite de Joyce: la història de Stephen Dedalus i el Sr. Bloom a Dublín o el present, el particular i el personal. Ulisses és una composició narrativa de tres nivells, als quals, per al·lusió, Joyce va afegir-ne d'altres de menys importància. El seu mite no és l'Odissea sinó Ulisses».

### Joyce i Shakespeare
Després de l'Odissea d'Homer, l'obra literària que més s'assembla a Ulisses és Hamlet de William Shakespeare. L'obra s'esmenta a Telèmac. Hamlet és un símbol de l’esquema de Linati. A l'episodi de la Biblioteca, Stephen Dedalus presenta una teoria sobre Hamlet basada en 12 conferències, ara perdudes, que Joyce va impartir a Trieste el 1912. Entre els paral·lelismes implícits amb Ulisses, els principals són Shakespeare i Joyce, el rei Hamlet i Leopold Bloom, i el príncep Hamlet i Stephen.
Segons Stephen, Shakespeare té una doble presència a Hamlet. El rei és el Shakespeare madur; el príncep és el Shakespeare de jove. La insistència de Stephen en la doble presència de Shakespeare a Hamlet insinua la doble presència de Joyce a Ulisses. Bloom és la Joyce madura; Stephen és la Joyce de jove. Altres paral·lelismes amb Hamlet són Gertrude i Molly Bloom, Claudi i Buck Mulligan, i Claudi i Blazes Boylan.
Igual que Shakespeare, Dante va ser una gran influència per a Joyce. S'ha argumentat que la interrelació entre Joyce, Dedalus i Bloom es defineix en les doctrines de l'Encarnació que Stephen enumera a Telèmac.

## Resum de la trama

### Part I: Telemàquia

#### Episodi 1,Telèmac

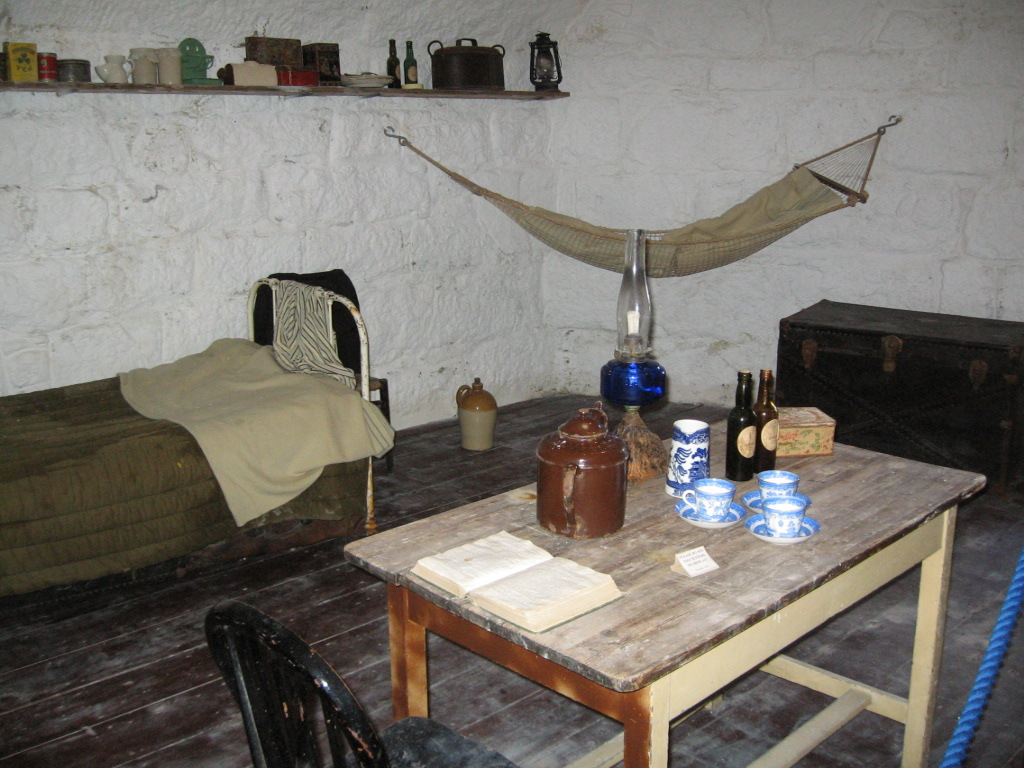
L'habitació de James Joyce a la Torre i Museu James Joyce

A les 8 del matí, Malachi Buck Mulligan, un sorollós estudiant de medicina, aspirant a escriptor, Stephen Dedalus, a la teulada de la torre Sandycove Martello, on viuen. Hi ha tensió entre Stephen i Mulligan: Stephen sent Mulligan fer un comentari cruel sobre la mare recentment morta d'Stephen, i Mulligan ha convidat un estudiant d'anglès, Haines, a qui Stephen no li agrada, a quedar-se amb ells. Els tres homes esmorzen i caminen fins a la riba, on Mulligan exigeix a Stephen la clau de la torre i un préstec. Els tres fan plans per trobar-se en un pub, The Ship, a les 12:30 del migdia. En marxar, Stephen decideix que no tornarà a la torre aquella nit, ja que Mulligan, l'usurpador, se l'ha apoderat.

#### Episodi 2,Nèstor
L'Estefan imparteix una classe d'història sobre les victòries de Pirros d'Epir. Després de classe, un estudiant, Cyril Sargent, es queda perquè Stephen li pugui ensenyar a fer una sèrie d'exercicis algebraics. Stephen mira la cara lletja de Sargent i intenta imaginar l'amor que la mare de Sargent sent per ell. Després visita el director de l'escola unionista Garrett Deasy, de qui cobra el sou. Deasy demana a Stephen que porti la seva llarga carta sobre la febre aftosa a la redacció d'un diari perquè la imprimeixin. Els dos parlen d'història irlandesa i Deasy fa conferències sobre el que ell creu que és el paper dels jueus en l'economia. Quan Stephen marxa, Deasy fa broma dient que Irlanda mai ha perseguit els jueus perquè el país mai els va deixar entrar. Aquest episodi és la font d'algunes de les línies més conegudes de la novel·la, com ara l'afirmació de Dedalus que la història és un malson del qual intento despertar i que Déu és un crit al carrer.

#### Episodi 3,Proteu

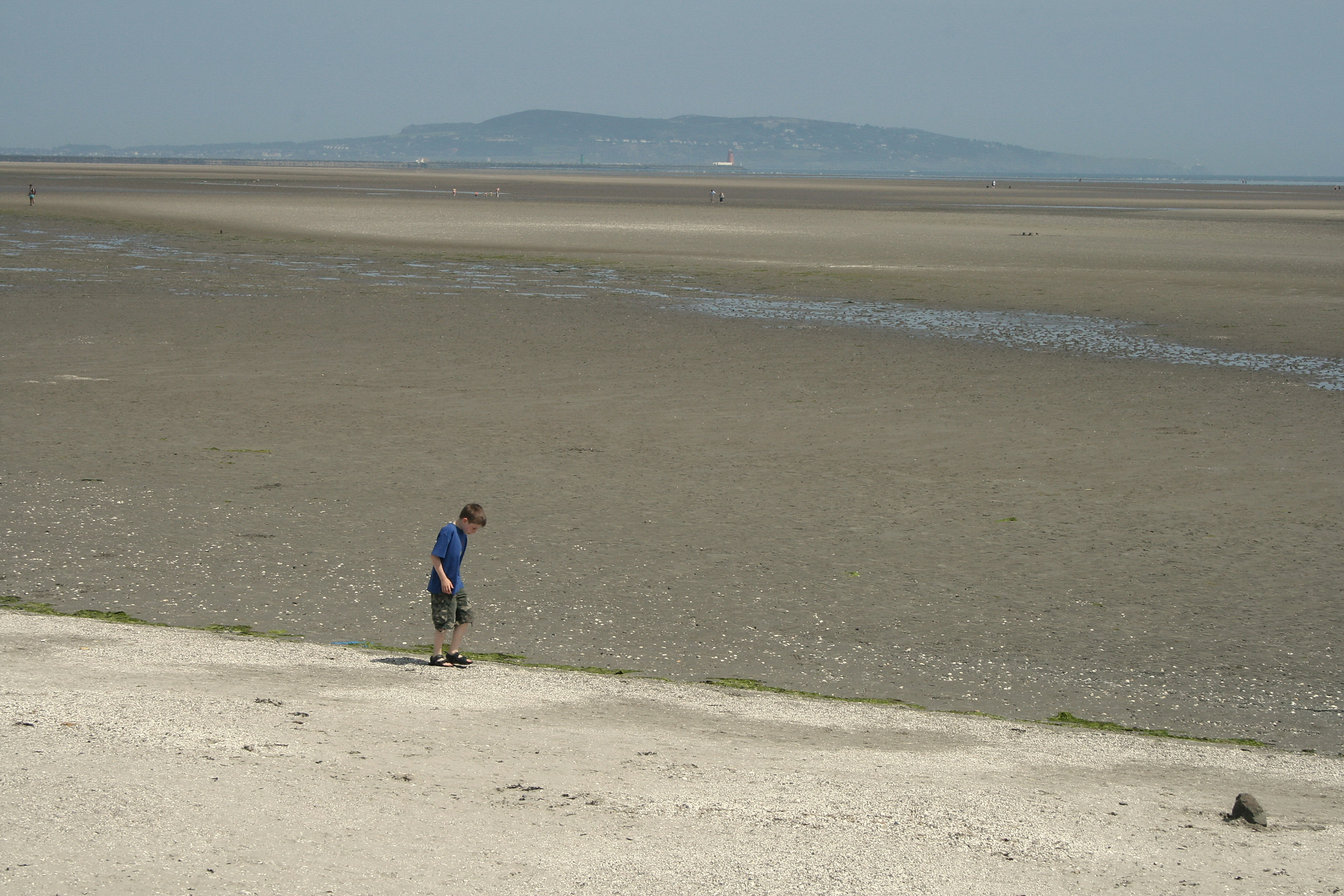
Sandymount Strand mirant a través de la badia de Dublín fins a Howth Head

Stephen camina per Sandymount Strand durant una estona, reflexionant sobre uns quants conceptes filosòfics, la seva família, la seva vida com a estudiant a París i la mort de la seva mare. Mentre rememora el passat, s'estira entre unes roques, observa una parella que té el gos que orina darrere d'una roca, escriu algunes idees per a poesia i es mulla el nas. Aquest capítol es caracteritza per un estil narratiu de corrent de consciència que canvia d'enfocament de manera salvatge. L'educació d'Stephen es reflecteix en les moltes referències obscures i frases estrangeres emprades en aquest episodi, que li han valgut la reputació de ser un dels capítols més difícils del llibre.

### Part II: Odissea

#### Episodi 4,Calypso
La narrativa canvia bruscament. Tornen a ser les 8 del matí, però l'acció s'ha traslladat a l'|Molly]] mentre ella està descansant al llit. Una de les cartes és del seu director de concerts, Blazes Boylan, amb qui té una aventura. Bloom llegeix una carta de la seva filla Milly Bloom, que li explica el seu progrés en el negoci de la fotografia a Mullingar. L'episodi acaba amb Bloom llegint un article de revista titulat Matcham's Masterstroke, del Sr. Philip Beaufoy, mentre defeca a la vàter.

#### Episodi 5,Lotofags

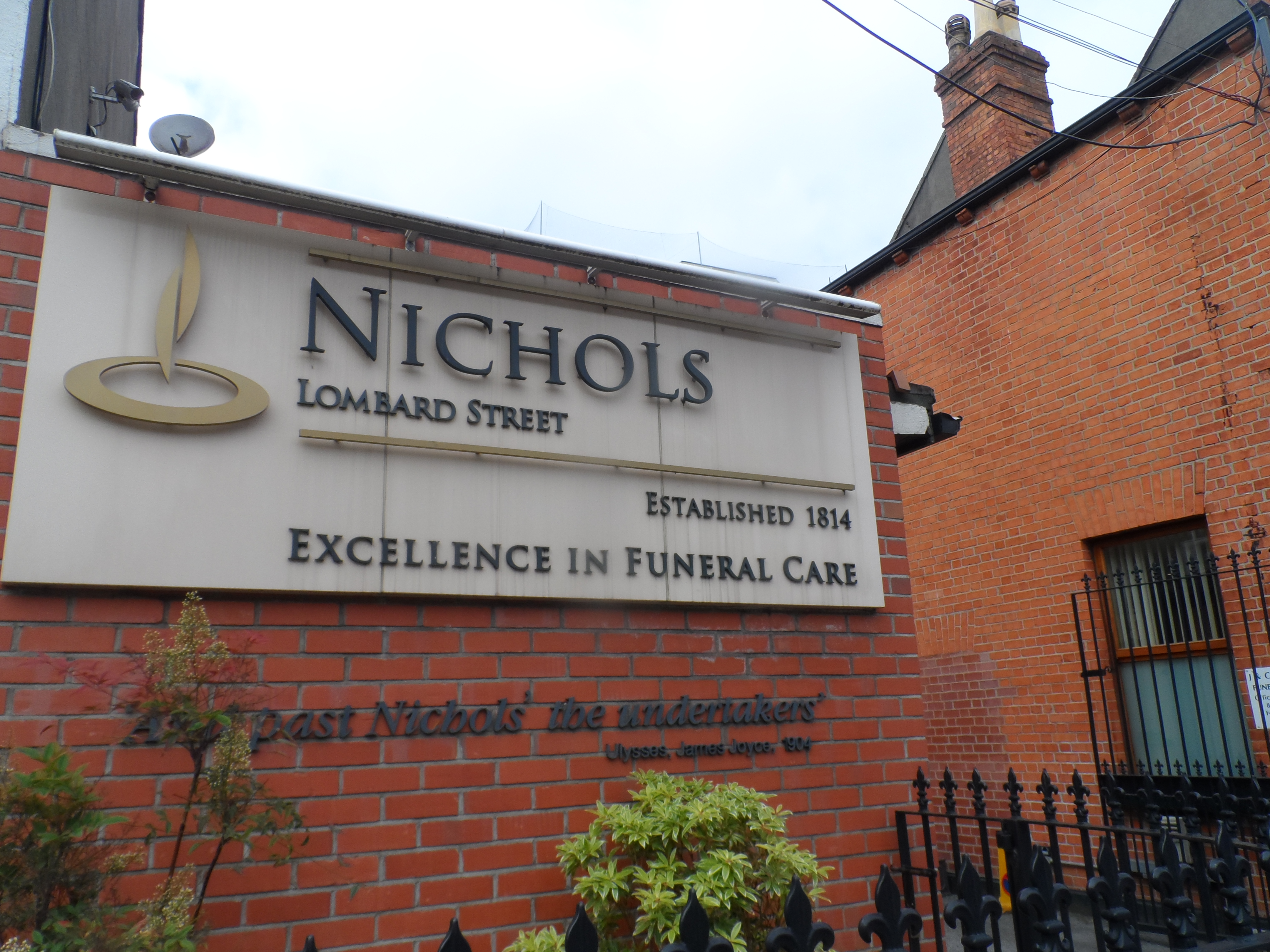
Diversos negocis de Dublín assenyalen que van ser esmentats a Ulisses, com aquest empresari funerari.

Mentre es dirigeix a l'oficina de correus de Westland Row, Bloom està turmentat per la idea que la Molly acollirà en Boylan al seu llit més tard aquell dia. A l'oficina de correus, recull d'amagat una carta d'amor d'una tal «Martha Clifford» adreçada al seu pseudònim, «Henry Flower». Es troba amb un conegut, i mentre xerren, Bloom intenta mirar amb els ulls oberts una dona que porta mitges, però un tramvia que passa ho impedeix. A continuació, llegeix la carta de Martha Clifford i estripa el sobre en un carreró. Entra en una església catòlica durant un servei religiós i reflexiona sobre teologia. El sacerdot té les lletres INRI o IHS a l'esquena; la Molly havia dit a en Bloom que volien dir He pecat o He patit, i hi van clavar claus de ferro. Compra una pastilla de sabó de llimona a una farmàcia. Aleshores troba un altre conegut, Bantam Lyons, que el pren per error per oferir un consell per a curses de cavalls Throwaway. Finalment, Bloom es dirigeix cap als banys.

#### Episodi 6,Hades
L'episodi comença amb en Bloom entrant a un carruatge fúnebre amb tres persones més, inclòs el pare d'en Stephen. Condueixen fins al funeral d'en Paddy Dignam, xerrant pel camí. El carruatge passa per davant d'en Stephen i d'en Blazes Boylan. Es parla de diverses formes de mort i enterrament. En Bloom està preocupat pels pensaments del seu fill petit mort, en Rudy, i del suïcidi del seu mateix pare. Entren a la capella per al servei i posteriorment marxen amb el carro del taüt. En Bloom veu un home misteriós que porta un impermeable durant l'enterrament. En Bloom continua reflexionant sobre la mort, però al final de l'episodi rebutja els pensaments morbosos per abraçar una vida càlida i de sang plena

#### Episodi 7,Èol
A l'oficina del Freeman's Journal, Bloom intenta posar un anunci. Tot i que inicialment l'editor l'anima, no ho aconsegueix. Stephen arriba portant la carta de Deasy sobre la febre aftosa, però Stephen i Bloom no es troben. Stephen porta l'editor i els altres a un pub, explicant una anècdota pel camí sobre dues vestals de Dublín. L'episodi està dividit en segments curts per titulars d'estil periodístic i es caracteritza per una abundància de figures i recursos retòrics.

#### Episodi 8,Lestrigons

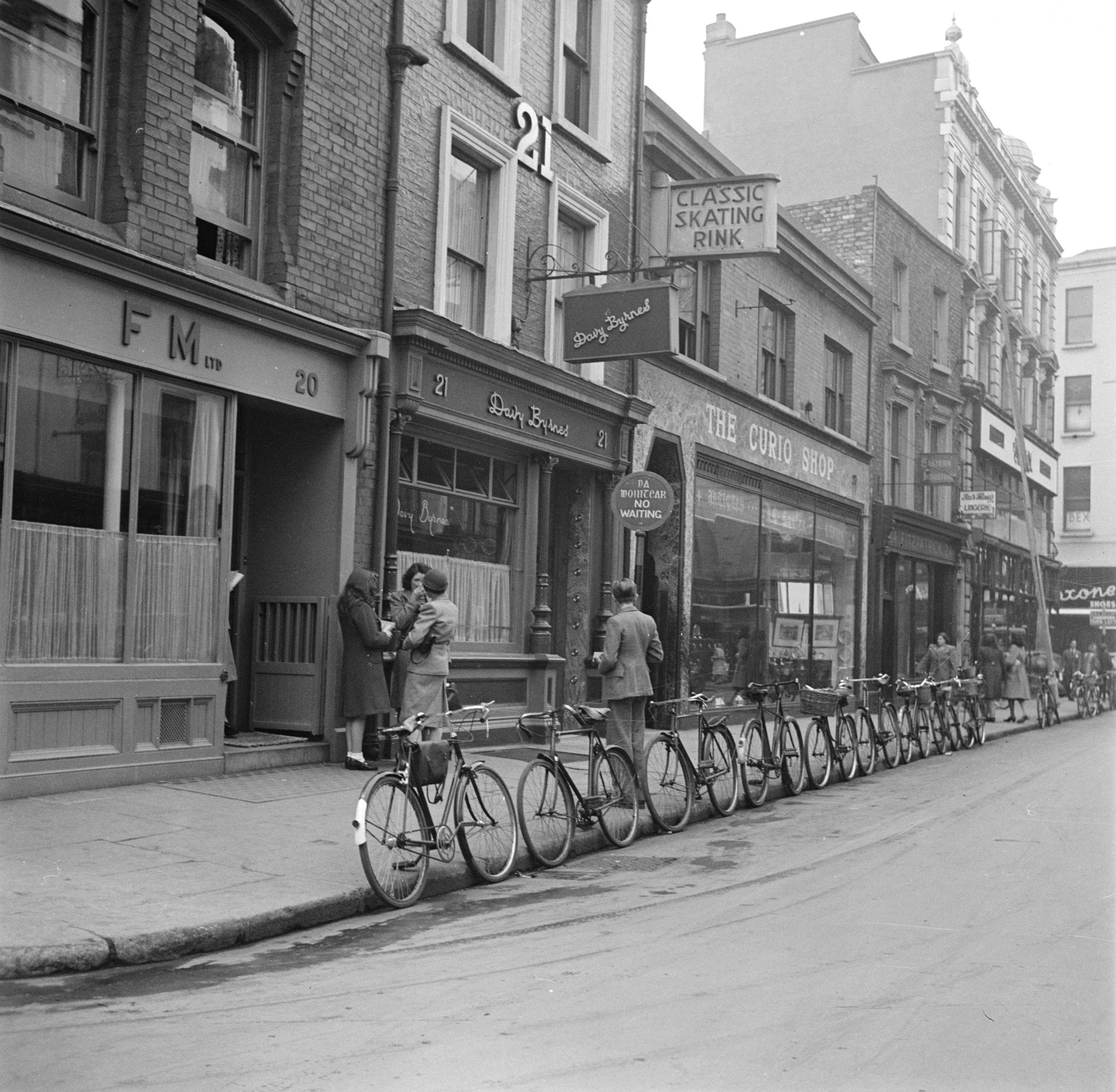
Davy Byrne's Pub, Dublín, on Bloom menja un entrepà de formatge gorgonzola i una copa de Borgonya

Els pensaments de Bloom estan plens de referències al menjar a mesura que s'acosta l'hora de dinar. Coneix una antiga flama, sent notícies del part de Mina Purefoy i ajuda un noi cec a travessar el carrer. Entra al restaurant de l'Hotel Burton, on li fa fàstic veure homes menjant com animals. En canvi, va al Davy Byrne's pub, on menja un entrepà de formatge gorgonzola i una copa de Borgonya, i reflexiona sobre els primers dies de la seva relació amb la Molly i com el matrimoni ha decaigut: Jo. I jo ara. Els pensaments de Bloom giren al voltant del que mengen i beuen les deesses i els déus. Es pregunta si les estàtues de les deesses gregues del Museu Nacional tenen anus com els mortals. En sortir del pub, Bloom es dirigeix cap al museu, però veu Boylan a l'altra banda del carrer i, pres del pànic, corre cap a la galeria que hi ha davant del museu.

#### Episodi 9,Escil·la i Caribdis

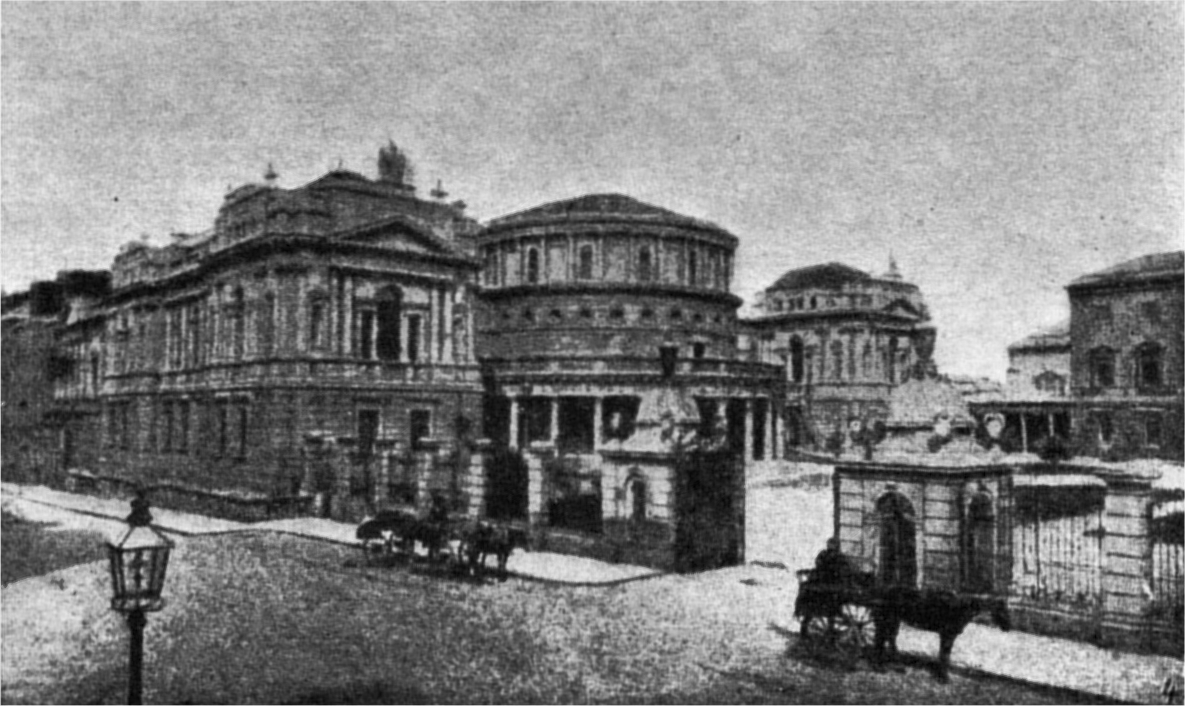
Biblioteca Nacional d'Irlanda

A la Biblioteca Nacional, Stephen explica a uns quants estudiosos la seva teoria biogràfica de les obres de Shakespeare, especialment Hamlet, que argumenta que es basa en gran part en el suposat adulteri de l'Anne Hathaway, esposa de Shakespeare. Buck Mulligan arriba i interromp per llegir el telegrama que Stephen li havia enviat indicant que no anaria a la seva trobada prevista a The Ship. Bloom entra a la Biblioteca Nacional per buscar una còpia antiga de l'anunci que ha estat intentant col·locar. Passa entre Stephen i Mulligan quan surten de la biblioteca al final de l'episodi.

#### Episodi 10,Roques errants
En aquest episodi, dinou vinyetes curtes representen els moviments de diversos personatges, importants i menors, pels carrers de Dublín. L'episodi comença seguint el pare Conmee, un sacerdot jesuïta, en el seu viatge cap al nord, i acaba amb un relat de la cavalcada del Lord tinent d'Irlanda, William Ward, comte de Dudley, pels carrers, amb la qual es troben diversos personatges de la novel·la.

#### Episodi 11,Sirenes
En aquest episodi, dominat per motius musicals, Bloom sopa amb l'oncle de Stephen a l'hotel Ormond, mentre l'amant de Molly, Blazes Boylan, es dirigeix a la seva trobada amb ella. Mentre sopa, Bloom escolta el cant del pare de Stephen i altres persones, observa les seductores cambreres i compon una resposta a la carta de Martha Clifford.

#### Episodi 12,Cíclops
Aquest episodi està narrat per un habitant anònim de Dublín que treballa com a cobrador de deutes. El narrador va al pub de Barney Kiernan on coneix un personatge al qual es fa referència només com a El Ciutadà. Es creu que aquest personatge és una satirització de Michael Cusack, membre fundador de l'Associació Atlètica Gaèlica. Quan Leopold Bloom entra al pub, és renyat pel Ciutadà, que és un fenià ferotge i antisemita. L'episodi acaba amb Bloom recordant al Ciutadà que el seu Salvador era jueu. Quan Bloom surt del pub, el Ciutadà llença una llauna de galetes al cap de Bloom, però falla. L'episodi està marcat per tangents extenses fetes per veus diferents de la del narrador anònim; aquestes inclouen corrents d'argot legal, un informe d'un combat de boxa, passatges bíblics i elements de la mitologia irlandesa.

#### Episodi 13,Nausicaa
Tota l'acció de l'episodi té lloc a les roques de Sandymount Strand, la costa que Stephen va visitar a l'episodi 3. Una dona jove, Gerty MacDowell, està asseguda a les roques amb els seus dos amics, Cissy Caffrey i Edy Boardman. Les noies tenen cura de tres fills, un nadó i bessons de quatre anys que es diuen Tommy i Jacky. Gerty contempla l'amor, el matrimoni i la feminitat a mesura que cau la nit. El lector s'adona gradualment que Bloom l'està observant des de la distància. Gerty provoca l'espectador mostrant-li les cames i la roba interior, i Bloom, al seu torn, es masturba. El clímax masturbatori de Bloom es reflecteix en els focs artificials del basar proper. Quan Gerty marxa, Bloom s'adona que té una cama coixa i creu que aquesta és la raó per la qual l'han deixada a la prestatgeria. Després de diverses digressions mentals, decideix visitar Mina Purefoy a l'hospital de maternitat. No se sap amb certesa quant de l'episodi són pensaments de Gerty i quant és fantasia sexual de Bloom. Alguns creuen que l'episodi es divideix en dues meitats: la primera meitat el punt de vista altament idealitzat de Gerty, i l'altra meitat el de Bloom, més gran i realista. El mateix Joyce va dir, però, que «no va passar res entre [Gerty i Bloom]. Tot va passar en la imaginació de Bloom». Nausicaa va atreure una immensa notorietat mentre el llibre es publicava en sèrie. També ha atret una gran atenció dels estudiosos de la discapacitat en la literatura. L'estil de la primera meitat de l'episodi s'inspira (i parodia) en revistes romàntiques i novel·les curtes. La contemplació de Gerty per part de Bloom parodia la visió de Dedalus de la noia que camina a la vora del mar a A Portrait of the Artist as a Young Man. 

#### Episodi 14,Bous del Sol
Bloom visita la maternitat on Mina Purefoy està donant a llum, i finalment coneix Stephen, que ha estat bevent amb els seus amics estudiants de medicina i espera l'arribada promesa de Buck Mulligan. Com a únic pare del grup d'homes, Bloom està preocupat per Mina Purefoy durant el part. Comença a pensar en la seva dona i en el naixement dels seus dos fills. També pensa en la pèrdua del seu únic hereu, en Rudy. Els joves es tornen sorollosos i comencen a discutir temes com la fertilitat, l'anticoncepció i l'avortament. També es suggereix que la Milly, la filla de Bloom, té una relació amb un dels joves, en Bannon. Continuen cap a un pub per continuar bevent, després del naixement reeixit d'un fill de la Mina Purefoy. Aquest capítol és remarcable pel joc de paraules de Joyce, que, entre altres coses, recapitula tota la història de la llengua anglesa. Després d'un breu encanteri, l'episodi comença amb prosa llatina, al·literació anglosaxona, i continua amb paròdies de, entre d'altres, Malory, la Bíblia del rei Jaume, Bunyan, Pepys, Defoe, Sterne, Walpole, Gibbon, Dickens i Carlyle, abans de concloure en una versió joyciana de l'argot contemporani. Es creu que el desenvolupament de la llengua anglesa en l'episodi està alineat amb el període de gestació de nou mesos del fetus a l'úter.

#### Episodi 15,Circe
L'episodi 15 està escrit com un guió d'obra de teatre, amb indicacions escèniques completes. La trama s'interromp amb freqüència per al·lucinacions experimentades per Stephen i Bloom, manifestacions fantàstiques de les pors i passions dels dos personatges. Stephen i el seu amic Lynch entren a Nighttown, el barri vermell de Dublín. Bloom les persegueix i finalment les troba al bordell de Bella Cohen, on, en companyia de les seves treballadores, com ara Zoe Higgins, Florry Talbot i Kitty Ricketts, té una sèrie d'al·lucinacions sobre els seus fetitxes sexuals, fantasies i transgressions. En una d'aquestes al·lucinacions, Bloom és posat al banc dels acusats per respondre a les acusacions de diverses dones sàdiques i acusadores, com ara la Sra. Yelverton Barry, la Sra. Bellingham i l'Honorable Sra. Mervyn Talboys. En una altra de les al·lucinacions de Bloom, és coronat rei de la seva pròpia ciutat, que es diu Bloomusalem. Bloom s'imagina que és estimat i admirat pels ciutadans de Bloomusalem, però després s'imagina que és acusat d'uns quants càrrecs. Com a resultat, és cremat a la foguera i uns quants ciutadans li presenten els seus respectes mentre mor.
Llavors l'al·lucinació acaba, Bloom es troba al costat de Zoe i els dos parlen. Després de parlar, Bloom continua trobant altres al·lucinacions diverses, inclosa una en què conversa amb el seu avi Lipoti Virag, que li fa una lliçó sobre sexe, entre altres coses. Al final de l'al·lucinació, Bloom està parlant amb unes prostitutes quan sent un so que ve de baix. Sent talons que fan clic a l'escala i observa el que sembla ser una forma masculina que baixa per l'escala. Parla amb Zoe i Kitty durant un moment i després veu Bella Cohen entrar al bordell. Observa el seu aspecte i parla amb ella durant una estona. Però aquesta conversa comença posteriorment una altra al·lucinació, en què Bloom imagina que Bella és un home anomenat Sr. Bello i Bloom s'imagina a si mateix com una dona. En aquesta fantasia, Bloom s'imagina a si mateix (o a si mateixa, en l'al·lucinació) sent dominat per Bello, que humilia Bloom tant sexualment com verbalment. Bloom també interactua amb altres personatges imaginaris en aquesta escena abans que l'al·lucinació acabi.
Després que l'al·lucinació acabi, Bloom veu Stephen pagant de més al bordell i decideix guardar la resta dels diners de Stephen per protegir-los. Stephen al·lucina que el cadàver en descomposició de la seva mare ha sortit del terra per enfrontar-se a ell. Crida «Non serviam!», utilitza el seu bastó per trencar un llum de sostre i fuig de l'habitació. Bloom paga ràpidament a Bella pels danys i després corre darrere de Stephen. Troba Stephen discutint amb un soldat anglès, el soldat Carr, que, després d'escoltar Stephen pronunciar un suposat insult al rei Eduard VII, li dóna un cop de puny. Arriba la policia i la multitud es dispersa. Mentre Bloom cuida d'Stephen, té una al·lucinació del seu fill difunt, Rudy, quan tenia 11 anys.

### Part III: Nostos

#### Episodi 16,Eumeu
Bloom porta Stephen a un refugi de taxistes prop de Butt Bridge per fer-lo tornar en si. Allà, es troben amb un mariner borratxo, DB Murphy (WB Murphy al text de 1922). L'episodi està dominat pel motiu de la confusió i la identitat equivocada, amb les identitats de Bloom, Stephen i Murphy qüestionades repetidament. L'estil narratiu incoherent i laboriós d'aquest episodi reflecteix l'esgotament nerviós i la confusió dels protagonistes.

#### Episodi 17,Ítaca
La Bloom torna a casa amb l'Stephen, li prepara una tassa de xocolata, parla de les diferències culturals i lingüístiques entre ells, considera la possibilitat de publicar les paràboles de l'Stephen i li ofereix un lloc on passar la nit. Stephen rebutja l'oferta de Bloom i és ambigu en resposta a la proposta de Bloom de futures reunions. Els dos homes orinen al pati del darrere, Stephen marxa i vaga cap a la nit, i Bloom se'n va al llit, on dorm la Molly. Es desperta i li pregunta com ha estat el seu dia. L'episodi està escrit en forma d'un catecisme rígidament organitzat i matemàtic de 309 preguntes i respostes, i sembla que va ser l'episodi preferit de Joyce de la novel·la. Les descripcions profundes van des de qüestions d'astronomia fins a la trajectòria de la micció i inclouen una llista de 25 homes que pretén ser la sèrie precedent dels pretendents de Molly i les reflexions de Bloom sobre ells. Tot i descriure esdeveniments aparentment escollits a l'atzar en termes matemàtics o científics aparentment precisos, l'episodi està ple d'errors comesos pel narrador indefinit, molts o la majoria dels quals són intencionats per Joyce.

#### Episodi 18,Penèlope
L'episodi final consisteix en els pensaments de Molly Bloom mentre està estirada al llit al costat del seu marit. L'episodi utilitza una tècnica de flux de consciència en vuit paràgrafs i manca de puntuació. Molly pensa en Boylan i Bloom, els seus admiradors del passat, inclòs el tinent Stanley G. Gardner, els esdeveniments del dia, la seva infància a Gibraltar i la seva curta carrera de cantant. També insinua una relació lèsbica en la seva joventut, amb una amiga de la infància, Hester Stanhope. Aquests pensaments són ocasionalment interromputs per distraccions, com ara el xiulet d'un tren o la necessitat d'orinar. Molly se sorprèn per l'arribada anticipada de la seva menstruació, que atribueix al seu sexe vigorós amb Boylan. L'episodi conclou amb el record de Molly de la proposta de matrimoni de Bloom i de la seva acceptació: «em va preguntar si deia que sí, flor de muntanya meva, i primer el vaig abraçar i el vaig atreure cap a mi perquè pogués sentir els meus pits perfumats, sí, i el seu cor bategava com boig, i sí, vaig dir que sí, ho faria».

## Traduccions al català
La versió catalana de Joaquim Mallafrè és del 1981, impulsada per la llibreria Leteradura de Barcelona a través d'una campanya de subscripcions, i se n'han fet diverses edicions. Tanmateix, la primera traducció al català la va realitzar Joan Francesc Vidal Jové el 1966. Aquesta versió, si bé va obtenir el vistiplau de la censura, mai no va ser publicada. El 2018 es va publicar una nova traducció, amb comentaris i anotacions abundants, de Carles Llorach-Freixes.